# Bisaltes subreticulatus
Bisaltes subreticulatus är en skalbaggsart som beskrevs av Aurivillius 1920. Bisaltes subreticulatus ingår i släktet Bisaltes och familjen långhorningar. Inga underarter finns listade.